# Stora Mörttjärnen (Skinnskattebergs socken, Västmanland)
Stora Mörttjärnen är en sjö i Fagersta kommun och Skinnskattebergs kommun i Västmanland och ingår i Norrströms huvudavrinningsområde. Sjön är 10,8 meter djup, har en yta på 0,254 kvadratkilometer och befinner sig 165,1 meter över havet.

## Delavrinningsområde
Stora Mörttjärnen ingår i det delavrinningsområde (664386-149404) som SMHI kallar för Utloppet av Dagarn. Medelhöjden är 156 meter över havet och ytan är 11,14 kvadratkilometer. Det finns ett avrinningsområde uppströms, och räknas det in blir den ackumulerade arean 16,08 kvadratkilometer. Darsbobäcken som avvattnar avrinningsområdet har biflödesordning 4, vilket innebär att vattnet flödar genom totalt 4 vattendrag innan det når havet efter 209 kilometer. Avrinningsområdet består mestadels av skog (73 procent). Avrinningsområdet har 2,01 kvadratkilometer vattenytor vilket ger det en sjöprocent på 18 procent.